# Massimo Bogianckino
Massimo Bogianckino (Roma, 10 novembre 1922 – Firenze, 8 dicembre 2009) è stato un pianista, direttore artistico e politico italiano.

## Biografia
Di origine romena per parte paterna e discendente per parte di madre dalla famiglia di Gabriele D'Annunzio, compì studi umanistici e al contempo seguì corsi di pianoforte con Alfredo Casella e Alfred Cortot diplomandosi presso il Conservatorio di Musica Santa Cecilia. Iniziò la carriera come concertista e come compositore, ma successivamente preferì la strada dell'insegnamento. Insegnò pianoforte presso il Carnegie Institute di Pittsburgh negli anni 1950 e 1951, per poi tornare in Italia prima presso il conservatorio di Pesaro e poi a Roma dove diresse fra il 1960 ed il 1963 l'Accademia Filarmonica Romana.
Insegnò storia della musica, tra il 1967 e il 1994 (con periodi di congedo), presso l'Università di Perugia, dove poi diventò direttore dell'Istituto di Storia dell'Arte Medioevale e Moderna.
Nel 1963 venne nominato direttore artistico dell'Opera di Roma; passò poi a dirigere il Teatro Comunale di Firenze. Nel 1968 diresse il Festival dei Due Mondi di Spoleto e successivamente venne invitato dal Ministro della Cultura francese Jack Lang a ricoprire il ruolo di direttore generale del Théâtre national de l'Opéra de Paris tra 1983 e il 1985.
Iscritto al Partito Socialista Italiano, fu eletto Sindaco di Firenze il 24 settembre 1985 alla guida di una giunta PCI, PSI, PSDI e PLI. Rimase in carica fino al 1989, quando si dimise per motivi di salute.
Tornò a dirigere il Teatro Comunale di Firenze fra 1990 ed il 1994, anno in cui venne richiamato a dirigere l'Accademia Filarmonica Romana, incarico che terrà fino al 1997.
Morì l'8 dicembre 2009 all'età di 87 anni.